# Offlanges
Offlanges est une commune française située dans le département du Jura, dans la région culturelle et historique de Franche-Comté et la région administrative Bourgogne-Franche-Comté.

## Géographie

### Climat
Pour des articles plus généraux, voir Climat de la Bourgogne-Franche-Comté et Climat du département du Jura.
En 2010, le climat de la commune est de type climat des marges montargnardes, selon une étude du Centre national de la recherche scientifique s'appuyant sur une série de données couvrant la période 1971-2000. En 2020, Météo-France publie une typologie des climats de la France métropolitaine dans laquelle la commune est exposée à un climat semi-continental et est dans la région climatique  Jura, caractérisée par une forte pluviométrie en toutes saisons (1 000 à 1 500 mm/an), des hivers rigoureux et un ensoleillement médiocre. 
Pour la période 1971-2000, la température annuelle moyenne est de 10,4 °C, avec une amplitude thermique annuelle de 17,8 °C. Le cumul annuel moyen de précipitations est de 989 mm, avec 12,8 jours de précipitations en janvier et 8,4 jours en juillet. Pour la période 1991-2020, la température moyenne annuelle observée sur la station météorologique de Météo-France la plus proche, « Dole », sur la commune de Dole à 14 km à vol d'oiseau, est de 11,6 °C et le cumul annuel moyen de précipitations est de 1 023,0 mm. 
La température maximale relevée sur cette station est de 40 °C, atteinte le 31 juillet 2020 ; la température minimale est de −24 °C, atteinte le 10 janvier 1985,,. 
Les paramètres climatiques de la commune ont été estimés pour le milieu du siècle (2041-2070) selon différents scénarios d'émission de gaz à effet de serre à partir des nouvelles projections climatiques de référence DRIAS-2020. Ils sont consultables sur un site dédié publié par Météo-France en novembre 2022.

## Urbanisme

### Typologie
Au 1er janvier 2024, Offlanges est catégorisée commune rurale à habitat dispersé, selon la nouvelle grille communale de densité à sept niveaux définie par l'Insee en 2022.
Elle est située hors unité urbaine. Par ailleurs la commune fait partie de l'aire d'attraction de Dole, dont elle est une commune de la couronne,. Cette aire, qui regroupe 87 communes, est catégorisée dans les aires de 50 000 à moins de 200 000 habitants,.

### Occupation des sols
L'occupation des sols de la commune, telle qu'elle ressort de la base de données européenne d’occupation biophysique des sols Corine Land Cover (CLC), est marquée par l'importance des forêts et milieux semi-naturels (58,5 % en 2018), en diminution par rapport à 1990 (60,9 %). La répartition détaillée en 2018 est la suivante : 
forêts (58,5 %), zones agricoles hétérogènes (23,4 %), terres arables (14,9 %), mines, décharges et chantiers (3,1 %). L'évolution de l’occupation des sols de la commune et de ses infrastructures peut être observée sur les différentes représentations cartographiques du territoire : la carte de Cassini (XVIIIe siècle), la carte d'état-major (1820-1866) et les cartes ou photos aériennes de l'IGN pour la période actuelle (1950 à aujourd'hui).

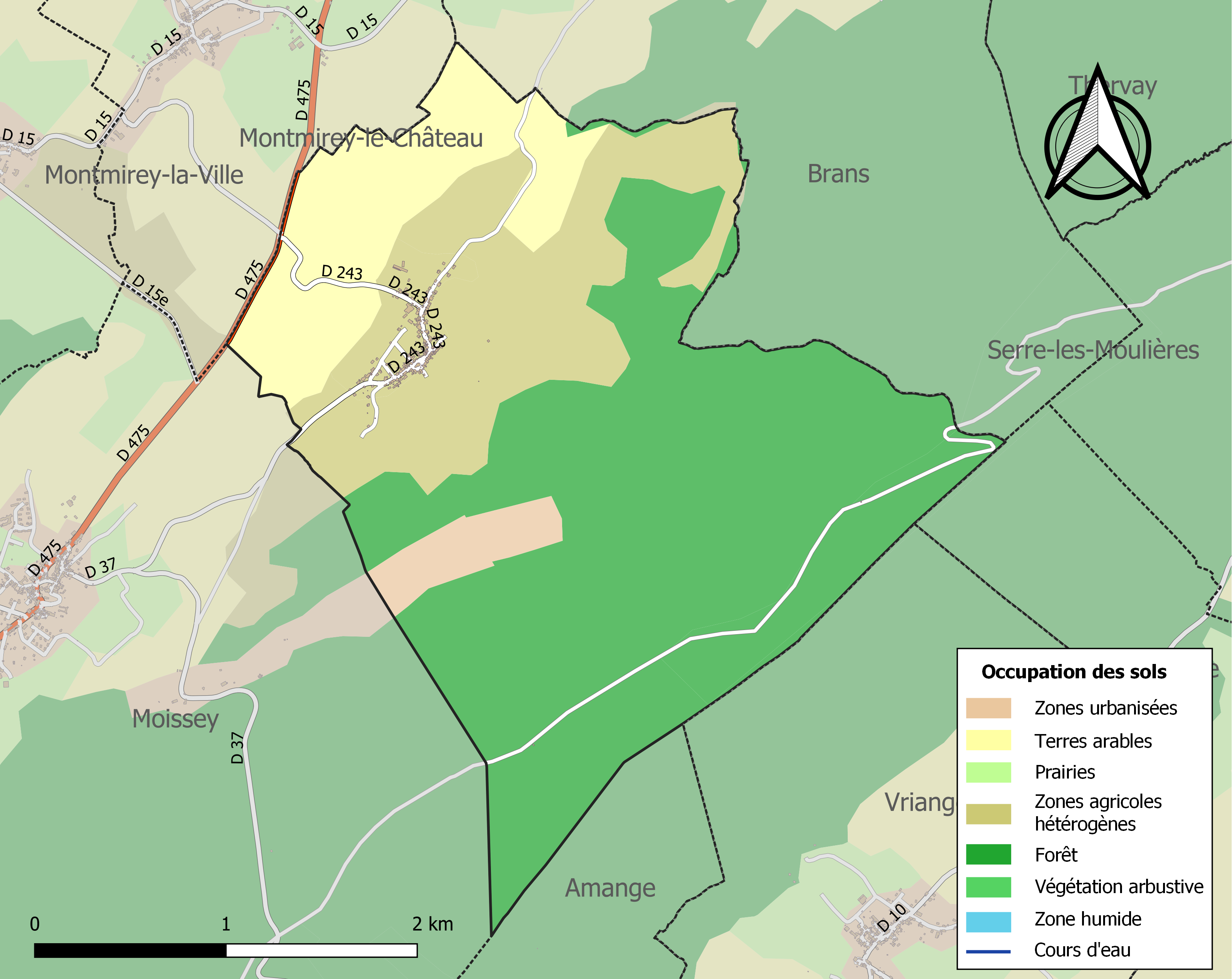
Carte des infrastructures et de l'occupation des sols de la commune en 2018 (CLC).

## Histoire
- Offlanges est probablement un ancien établissement Burgonde[13].

## Héraldique
| Blason de Offlanges | Blason  | D’azur au mont haussé à trois coupeaux unis, le deuxième d’un diamètre double des deux autres et sommé d’une ombre de clocher du lieu ajourée du champ, mouvante et unie à lui, le tout d’or ; le mont chargé d’une croix de calvaire légèrement pattée d’azur, au pied fiché dans une meule de même et chargée d’un filet en croix recroisettée d’argent, le calvaire accosté de deux grappes de raisin d’azur tigées et vrillées de gueules ; le clocher accosté de deux lions naissants et adossés, ailés et couronnés d’or, armés et lampassés de gueules. Devise / CriCUSTOS MORUM SEQUANORUM (« gardien des traditions des Séquanes ») |
| Blason de Offlanges | Détails | Le statut officiel du blason reste à déterminer. |

## Toponymie
Offlange (1793-1801).

## Politique et administration
| Période    | Période  | Identité            | Étiquette | Qualité                    |
| ---------- | -------- | ------------------- | --------- | -------------------------- |
| vers 1887  |          | M. Barbier          |           |                            |
| avant 1981 | ?        | Jean Thabard        |           |                            |
| mars 2001  | 2020     | Marc Barbier        | DVD       | Retraité Fonction publique |
| 2020       | En cours | Jean-Claude Thabard |           |                            |

## Démographie
L'évolution du nombre d'habitants est connue à travers les recensements de la population effectués dans la commune depuis 1793. Pour les communes de moins de 10 000 habitants, une enquête de recensement portant sur toute la population est réalisée tous les cinq ans, les populations de référence des années intermédiaires étant quant à elles estimées par interpolation ou extrapolation. Pour la commune, le premier recensement exhaustif entrant dans le cadre du nouveau dispositif a été réalisé en 2008.

En 2022, la commune comptait 194 habitants, en évolution de −2,02 % par rapport à 2016 (Jura : −0,81 %, France hors Mayotte : +2,11 %).
| 1793 | 1800 | 1806 | 1821 | 1831 | 1836 | 1841 | 1846 | 1851 |
| ---- | ---- | ---- | ---- | ---- | ---- | ---- | ---- | ---- |
| 506  | 532  | 569  | 470  | 560  | 567  | 569  | 604  | 590  |

| 1856 | 1861 | 1866 | 1872 | 1876 | 1881 | 1886 | 1891 | 1896 |
| ---- | ---- | ---- | ---- | ---- | ---- | ---- | ---- | ---- |
| 517  | 532  | 556  | 586  | 567  | 520  | 470  | 420  | 356  |

| 1901 | 1906 | 1911 | 1921 | 1926 | 1931 | 1936 | 1946 | 1954 |
| ---- | ---- | ---- | ---- | ---- | ---- | ---- | ---- | ---- |
| 326  | 313  | 298  | 249  | 226  | 200  | 182  | 189  | 205  |

| 1962 | 1968 | 1975 | 1982 | 1990 | 1999 | 2006 | 2008 | 2013 |
| ---- | ---- | ---- | ---- | ---- | ---- | ---- | ---- | ---- |
| 176  | 175  | 153  | 126  | 161  | 189  | 193  | 194  | 198  |

| 2018 | 2022 | - | - | - | - | - | - | - |
| ---- | ---- | - | - | - | - | - | - | - |
| 198  | 194  | - | - | - | - | - | - | - |

## Lieux et monuments
- 6 croix pattées, en divers endroits;
- Maison (XVIIe s), Rue du Lavoir;
- Église de l'Assomption (XVIIIe s), Rue du Lavoir, classée MH depuis 2003[19];
- Fontaine (vestiges) (XVIIIe s), sur le versant sud du village, inscrite MH depuis 2008[20];
- Oratoire (XVIIIe s), Rue du Lavoir;
- Lavoir (XIXe s), Rue du Lavoir;
- Puits, Rue du Puits;
- Mairie, Rue du Lavoir;
- Monument aux morts, Rue du Lavoir.

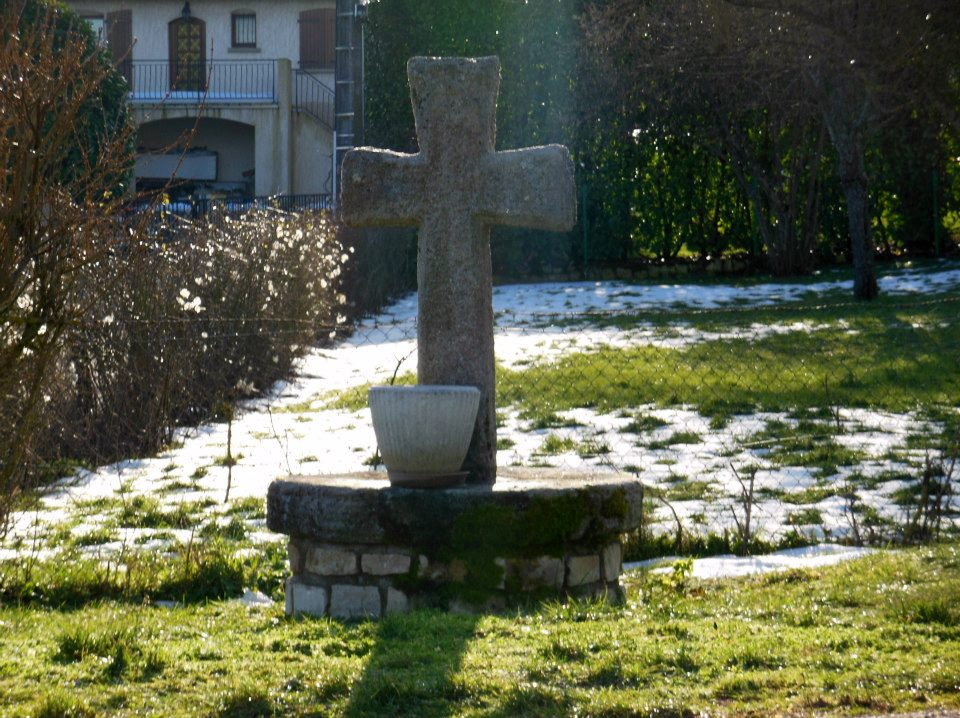
Croix pattée de la Croisette
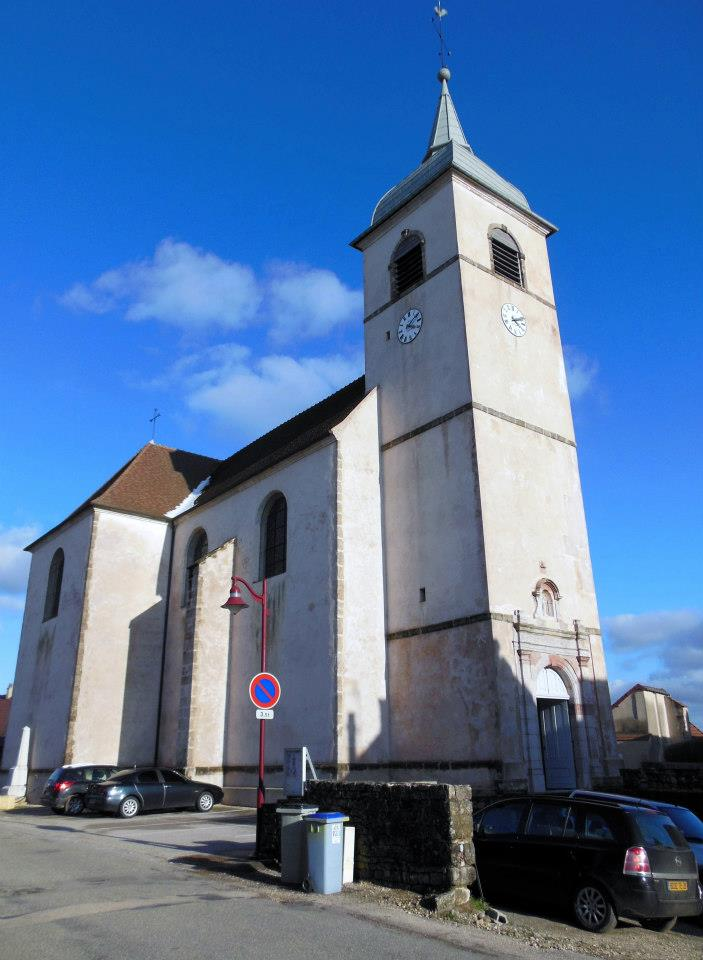
Église de l'Assomption
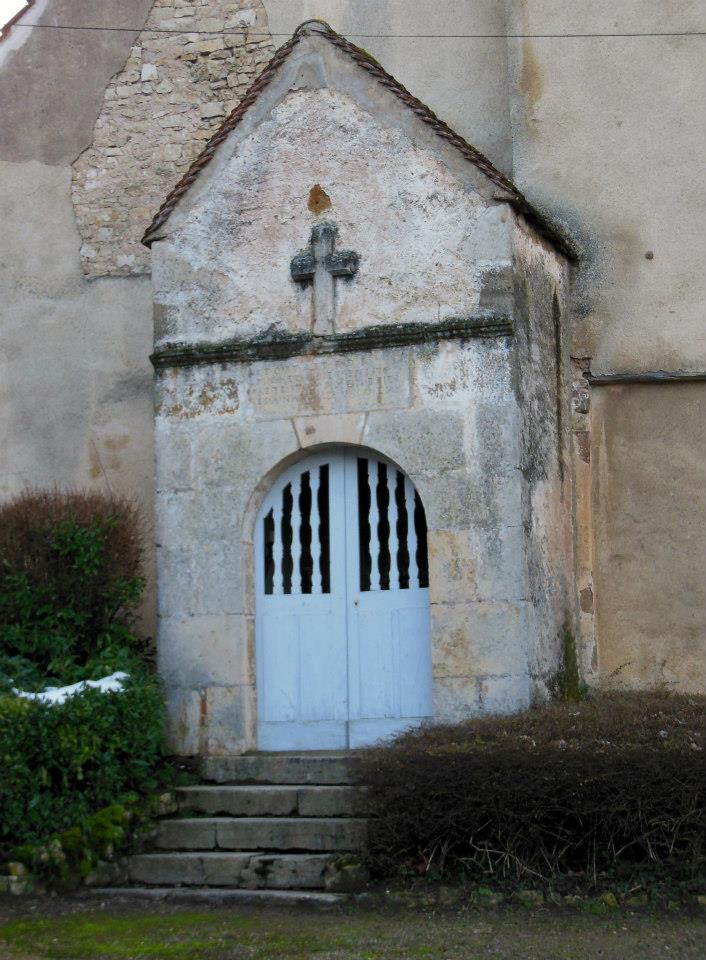
Oratoire
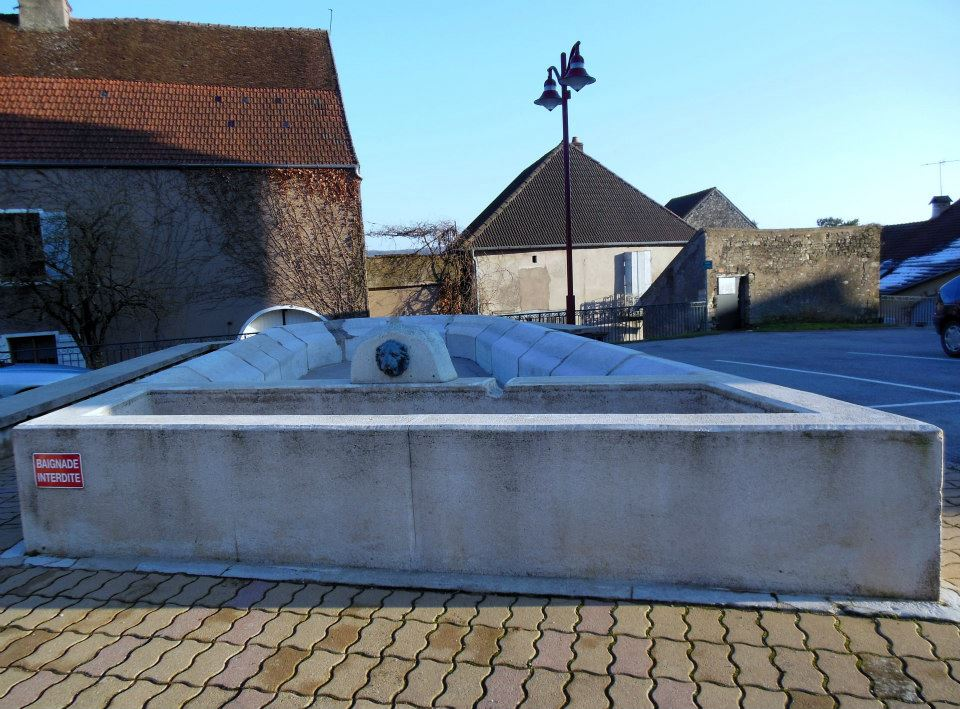
Lavoir
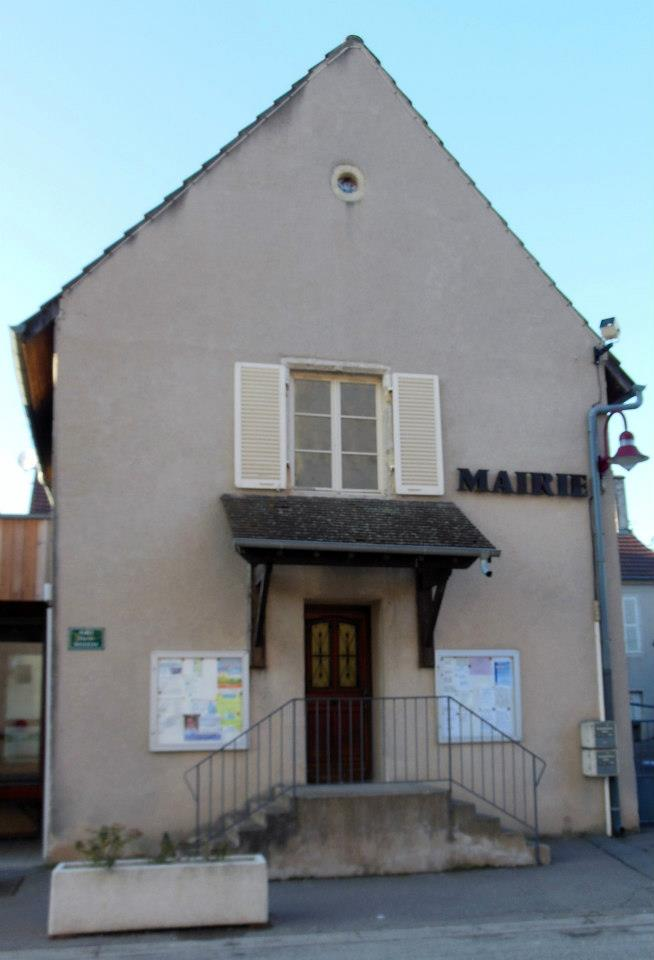
Mairie
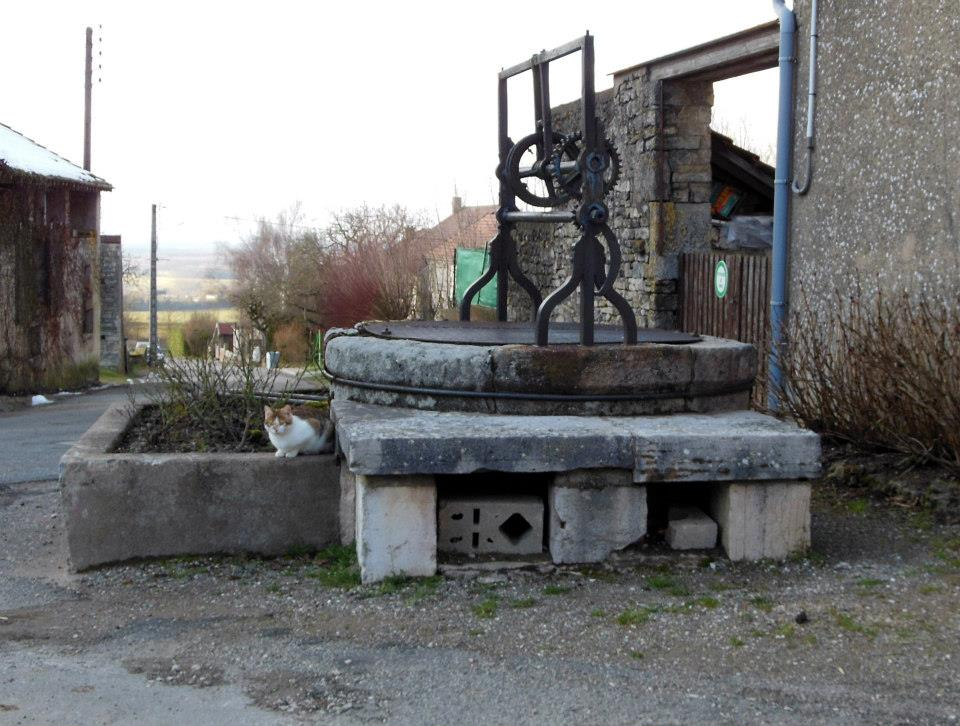
Puits
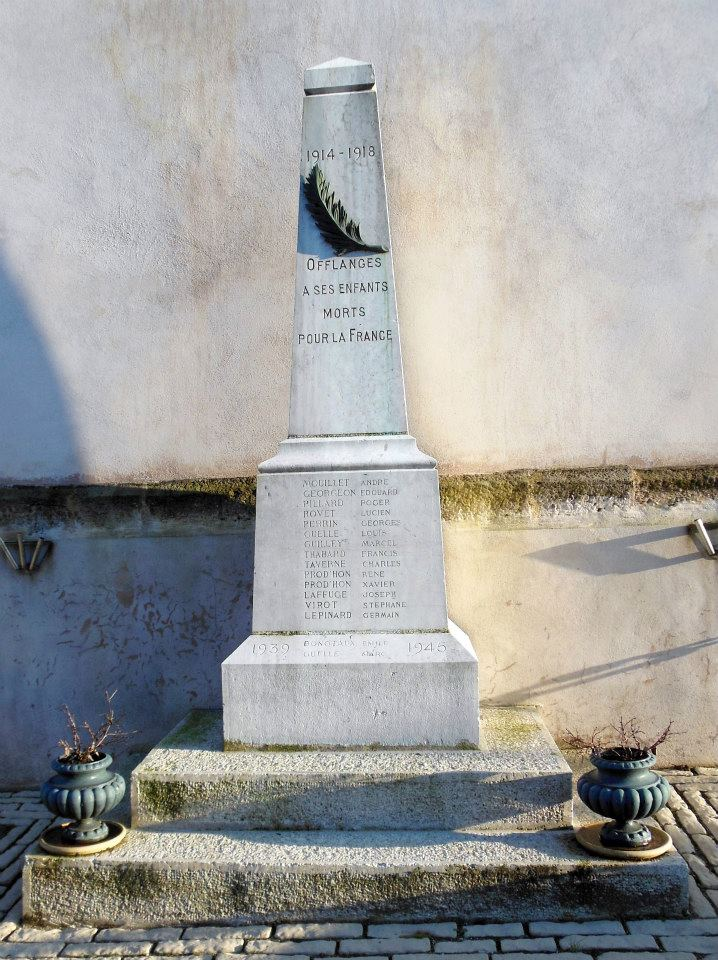
Monument aux morts

## Personnalités liées à la commune
- Jacques François Sibot (1753-après 1807), général français de la Révolution et de l’Empire, né à Offlanges.
- Arsène Rémond dit "le Colosse jurassien" né à Offlanges le 21 septembre 1882 et mort à Fontenoy-le-Château le 4 juillet 1935, a pesé 311 kg et est réputé avoir été le plus lourd Français de l'histoire.